# Anton Patzner
Anton Patzner amerikai zeneszerző, hangszerelő és zongorista. A Judgement Day együttes alapítója, a Foxtails Brigade tagja; számos nagyobb- és indie kiadó által piacra dobott lemez stáblistáján szerepel, valamint a Bright Eyes, Audrye Sessions, Mates of State, The Faint, dredg, Pinback, Margot and the Nuclear So and So's és Street to Nowhere bandákkal is turnézott.
Anton emellett számos zenei blogba írt cikket, valamint azért dolgozik, hogy az emberek az internet segítségével megismerhessék a kevésbé híres művészeket.

## Közreműködései

### Albumok
| Év   | Előadó                   | Album                                  | Kiadó                          |
| ---- | ------------------------ | -------------------------------------- | ------------------------------ |
| 2004 | Judgement Day            | Dark Opus                              |                                |
| 2004 | Aiden/Stalins War        | A Split of Nightmares                  | Unfun Records                  |
| 2005 | Smallpaul                | The Endless Appetite                   | This Is the Action             |
| 2005 | Dexter Danger            | Hellafornia                            | Orange Peal Records            |
| 2006 | Street to Nowhere        | Charmingly Awkward                     | Capitol Records                |
| 2006 | The Matches              | Decomposer                             | Epitaph Records                |
| 2006 | Taking Back Sunday       | Louder Now                             | Warner Bros. Records           |
| 2006 | Poor Bailey              | Pyrite & Gold                          |                                |
| 2007 | Bright Eyes              | Four Winds                             | Saddle Creek Records           |
| 2007 | Bright Eyes              | Cassadaga                              | Saddle Creek Records           |
| 2007 | Mar                      | The Sound                              | Ring Road Records              |
| 2007 | Audrye Sessions          | Braille                                |                                |
| 2007 | The Color Fred           | Bend to Break                          | Equal Vision Records           |
| 2007 | Two Gallants             | The Scenery of Farewell                | Saddle Creek Records           |
| 2007 | Two Gallants             | Two Gallants                           | Saddle Creek Records           |
| 2008 | The All-American Rejects | Fallin’ Apart                          |                                |
| 2009 | Pete Yorn                | Back and Fourth                        |                                |
| 2009 | dredg                    | The Pariah, the Parrot, the Delusion   | Digital Distribution Lithuania |
| 2009 | Slash                    | Slash and Friends                      | EMI Records                    |
| 2009 | Dave Smallen             | Everything Changes and Nothing Changes |                                |
| 2010 | Judgement Day            | Peacocks/Pink Monsters                 |                                |
| 2011 | Jack Conte               | VS4                                    |                                |
| 2012 | Judgement Day            | Polar Shift                            | Minus Head Records             |
| 2012 | Pinback                  | Information Retrieved                  | Temporary Residence Limited    |
| 2012 | Chonk                    | NO OTHER TIME                          |                                |
| 2013 | Demi Lovato              | Demi                                   | Hollywood Records              |

### Filmzenék
- Undercut – 2004-es rövidfilm
- The Blue Aspic – 2005-ös dráma
- Big in Bollywood – 2011-es dokumentumfilm
- Rose – 2012-es thriller

## Fordítás
Ez a szócikk részben vagy egészben  az   Anton Patzner című angol Wikipédia-szócikk ezen változatának fordításán alapul.  Az eredeti cikk szerkesztőit annak laptörténete sorolja fel. Ez a jelzés csupán a megfogalmazás eredetét és a szerzői jogokat jelzi, nem szolgál a cikkben szereplő információk forrásmegjelöléseként.